# 徳力精工
徳力精工株式会社（とくりきせいこう、TOKURIKI SEIKO CO., LTD.）は、東京都府中市に本社を置き、情報通信機器、産業機器、アミューズメント機器の製造・販売を手掛けている企業。

## 概要
1939年に大日本帝国陸軍と大日本帝国海軍向けの航空機部品を製造を目的に設立。太平洋戦争敗戦の翌年である1946年に電気通信省の認定工場となり、電話交換機などの情報通信機器の製造を開始。情報通信機器と並ぶ主力事業であるアーケードゲームの製造は1975年に開始し、1970年代後半に主力となったテーブル型筐体は1976年に製造を開始した。
情報通信機器製造事業は電気通信省・日本電信電話公社時代からNTTグループの認定工場となっている他、アーケードゲーム機製造事業は自社開発の他にも、バンダイナムコアミューズメントやタイトーなどから生産委託を受けている。
2023年4月には、テーブル型アーケードゲーム筐体の新製品となる「TAKUYA」（タクヤ）を40台限定で発売。「TAKUYA」は、テーブル型筐体はそのままに、リサイクル可能な部材を採用した他、アーケードゲーム基板の交換や、家庭用ゲーム機との接続も可能としている。

## 沿革
- 1939年4月 - 東京都調布市にて、大日本帝国陸軍と大日本帝国海軍向けの航空機部品を製造を目的に設立。
- 1946年 - 電気通信省（現：NTTグループ）の認定工場となる。
- 1958年 - 磁石式電話交換機の製造を開始。
- 1969年 - 市外交換装置、銭音式列車電話装置の製造を開始。
- 1975年 - アーケードゲーム機の製造を開始。
- 1989年 - 調布工場を栃木県今市市へ移転し、今市工場（現：栃木工場）として開設。
- 2005年 - アーケードゲーム機のOEM生産を開始。
- 2010年 - 本社を調布市から東京都府中市へ移転。
- 2022年12月 - 高速バス用シールドである「PRIVASEELD」（プライバシールド）を発売[4]。
- 2023年4月 - テーブル型アーケードゲーム筐体の新製品となる「TAKUYA」（タクヤ）を40台限定で発売[1][2][3]。

## 事業所
- 本社 - 東京都府中市
- 栃木工場 - 栃木県日光市
- 横須賀工場 - 神奈川県横須賀市